# Hickmanella holoplatysa
Hickmanella holoplatysa är en stekelart som beskrevs av Austin 1981. Hickmanella holoplatysa ingår i släktet Hickmanella och familjen Scelionidae. Inga underarter finns listade i Catalogue of Life.